# Stenodactylus affinis
Stenodactylus affinis е вид влечуго от семейство Геконови (Gekkonidae). Видът не е застрашен от изчезване.

## Разпространение
Разпространен е в Ирак и Иран.